# Atenienses de Manatí 2022
Questa voce raccoglie le informazioni riguardanti le Atenienses de Manatí nella stagione 2022.

## Stagione
Le Atenienses de Manatí partecipano al loro primo campionato di Liga de Voleibol Superior Femenino: ottengono un terzo posto al termine della regular season, classificandosi ai play-off scudetto, dove escono di scena in semifinale contro le Pinkin de Corozal.

## Organigramma societario
Area direttiva
- Presidente: Luis Ernesto Santini

Area tecnica
- Allenatore: Carlos Ramírez

## Rosa
| N° | Nome                | Ruolo | Data di nascita   | Nazionalità sportiva |
| -- | ------------------- | ----- | ----------------- | -------------------- |
| 2  | Sydney Hilley       | P     | 24 luglio 1998    | Stati Uniti          |
| 3  | Yeleishka Vázquez   | P     | 21 ottobre 1995   | Porto Rico           |
| 4  | Nayka Benítez       | L     | 8 febbraio 1989   | Porto Rico           |
| 5  | Alison Bastianelli  | C     | 24 luglio 1997    | Stati Uniti          |
| 7  | Lindsay Stalzer     | S     | 25 luglio 1984    | Stati Uniti          |
| 8  | Jonnalys Matos      | C     | 17 agosto 1991    | Porto Rico           |
| 9  | Adriana Viñas       | L     | 1º marzo 1994     | Porto Rico           |
| 10 | Kathia Sánchez      | P     | 29 novembre 1995  | Porto Rico           |
| 11 | Jennifer Quesada    | C     | 22 febbraio 1992  | Porto Rico           |
| 12 | Mildrelis Rodríguez | S     | 1º aprile 1997    | Porto Rico           |
| 13 | Shirley Ferrer      | O     | 23 giugno 1991    | Porto Rico           |
| 14 | Ninoshka Vázquez    | S     | -                 | Porto Rico           |
| 15 | Aida Bauzá          | O     | 20 settembre 1989 | Porto Rico           |
| 17 | Shannon Torregrosa  | C     | 1º febbraio 1981  | Porto Rico           |
| 19 | Karla Santos        | S     | 28 novembre 1997  | Porto Rico           |
| 21 | Génesis Miranda     | S     | 5 giugno 1996     | Porto Rico           |
| 23 | Katherine Santiago  | L     | 10 dicembre 1993  | Porto Rico           |

## Mercato
| Acquisti | Acquisti            | Acquisti                  | Acquisti   |
| R.       | Nome                | da                        | Modalità   |
| -------- | ------------------- | ------------------------- | ---------- |
| P        | Sydney Hilley       | Wisconsin                 | definitivo |
| P        | Yeleishka Vázquez   | Valencianas de Juncos     | definitivo |
| L        | Nayka Benítez       | Grises de Humacao         | definitivo |
| C        | Alison Bastianelli  | Athletes Unlimited        | definitivo |
| S        | Lindsay Stalzer     | Athletes Unlimited        | definitivo |
| C        | Jonnalys Matos      | Grises de Humacao         | definitivo |
| L        | Adriana Viñas       | Sanjuaneras de la Capital | definitivo |
| P        | Kathia Sánchez      | Sanjuaneras de la Capital | definitivo |
| C        | Jennifer Quesada    | Grises de Humacao         | definitivo |
| S        | Mildrelis Rodríguez | Leonas de Ponce           | definitivo |
| O        | Shirley Ferrer      | Grises de Humacao         | definitivo |
| O        | Aida Bauzá          | Grises de Humacao         | definitivo |
| S        | Karla Santos        | CSU Los Angeles           | definitivo |
| S        | Génesis Miranda     | Bruxas                    | definitivo |
| S        | Ninoshka Vázquez    | -                         | definitivo |
| C        | Shannon Torregrosa  | Changas de Naranjito      | definitivo |
| L        | Katherine Santiago  | -                         | definitivo |

| Cessioni | Cessioni            | Cessioni              | Cessioni   |
| R.       | Nome                | a                     | Modalità   |
| -------- | ------------------- | --------------------- | ---------- |
| L        | Adriana Viñas       | -                     | svincolata |
| P        | Kathia Sánchez      | Changas de Naranjito  | definitivo |
| C        | Jennifer Quesada    | Valencianas de Juncos | definitivo |
| S        | Mildrelis Rodríguez | -                     | svincolata |

## Risultati

### LVSF

#### Regular season
| 18 maggio 2022 Coliseo Carmen Zoraida Figueroa, Corozal | Pinkin de Corozal     | 2 - 3 | Atenienses de Manatí  | 14-25, 25-15, 18-25, 25-12, 13-15 |
| 22 maggio 2022 Coliseo Juan Aubín Cruz Abreu, Manatí    | Atenienses de Manatí  | 3 - 0 | Valencianas de Juncos | 25-22, 25-22, 25-13               |
| 25 maggio 2022 Coliseo Rafael Amalbert, Juncos          | Valencianas de Juncos | 3 - 0 | Atenienses de Manatí  | 25-18, 25-23, 25-17               |
| 28 maggio 2022 Coliseo Juan Aubín Cruz Abreu, Manatí    | Atenienses de Manatí  | 2 - 3 | Criollas de Caguas    | 25-21, 23-25, 25-18, 24-26, 13-15 |
| 2 giugno 2022 Coliseo Gelito Ortega, Naranjito          | Changas de Naranjito  | 1 - 3 | Atenienses de Manatí  | 25-27, 21-25, 26-24, 15-25        |
| 5 giugno 2022 Coliseo Juan Aubín Cruz Abreu, Manatí     | Atenienses de Manatí  | 2 - 3 | Pinkin de Corozal     | 18-25, 18-25, 26-24, 25-22, 6-15  |
| 11 giugno 2022 Coliseo Mario Morales, Guaynabo          | Criollas de Caguas    | 3 - 0 | Atenienses de Manatí  | 25-17, 25-19, 25-20               |
| 16 giugno 2022 Coliseo Rafael Amalbert, Juncos          | Valencianas de Juncos | 2 - 3 | Atenienses de Manatí  | 16-25, 25-21, 25-20, 13-25, 10-15 |
| 19 giugno 2022 Coliseo Juan Aubín Cruz Abreu, Manatí    | Atenienses de Manatí  | 0 - 3 | Criollas de Caguas    | 21-25, 22-25, 24-26               |
| 22 giugno 2022 Coliseo Juan Aubín Cruz Abreu, Manatí    | Atenienses de Manatí  | 0 - 3 | Changas de Naranjito  | 20-25, 10-25, 21-25               |
| 24 giugno 2022 Coliseo Carmen Zoraida Figueroa, Corozal | Pinkin de Corozal     | 3 - 1 | Atenienses de Manatí  | 25-16, 20-25, 25-16, 25-13        |
| 26 giugno 2022 Coliseo Gelito Ortega, Naranjito         | Changas de Naranjito  | 1 - 3 | Atenienses de Manatí  | 25-17, 16-25, 22-25, 28-30        |
| 30 giugno 2022 Coliseo Mario Morales, Guaynabo          | Criollas de Caguas    | 3 - 0 | Atenienses de Manatí  | 25-16, 25-22, 25-21               |
| 6 luglio 2022 Coliseo Juan Aubín Cruz Abreu, Manatí     | Atenienses de Manatí  | 3 - 2 | Changas de Naranjito  | 18-25, 25-20, 27-25, 22-25, 15-9  |
| 7 luglio 2022 Coliseo Juan Aubín Cruz Abreu, Manatí     | Atenienses de Manatí  | 3 - 0 | Pinkin de Corozal     | 25-17, 25-16, 25-21               |
| 10 luglio 2022 Coliseo Juan Aubín Cruz Abreu, Manatí    | Atenienses de Manatí  | 3 - 0 | Valencianas de Juncos | 25-21, 25-21, 26-24               |

#### Play-off
| Semifinali (gara 1) - 13 luglio 2022 Coliseo Carmen Zoraida Figueroa, Corozal | Pinkin de Corozal    | 3 - 1 | Atenienses de Manatí | 25-13, 25-19, 12-25, 25-22        |
| Semifinali (gara 2) - 15 luglio 2022 Coliseo Juan Aubín Cruz Abreu, Manatí    | Atenienses de Manatí | 2 - 3 | Pinkin de Corozal    | 12-25, 23-25, 25-18, 25-23, 12-15 |
| Semifinali (gara 3) - 17 luglio 2022 Coliseo Carmen Zoraida Figueroa, Corozal | Pinkin de Corozal    | 2 - 3 | Atenienses de Manatí | 23-25, 25-10, 20-25, 25-17, 12-15 |
| Semifinali (gara 4) - 19 luglio 2022 Coliseo Juan Aubín Cruz Abreu, Manatí    | Atenienses de Manatí | 0 - 3 | Pinkin de Corozal    | 21-25, 17-25, 24-26               |
| Semifinali (gara 5) - 20 luglio 2022 Coliseo Carmen Zoraida Figueroa, Corozal | Pinkin de Corozal    | 3 - 2 | Atenienses de Manatí | 25-19, 25-20, 20-25, 23-25, 15-9  |

## Statistiche

### Statistiche di squadra
| Competizione | Punti | In casa | In casa | In casa | In trasferta | In trasferta | In trasferta | Totale | Totale | Totale |
| Competizione | Punti | G       | V       | P       | G            | V            | P            | G      | V      | P      |
| ------------ | ----- | ------- | ------- | ------- | ------------ | ------------ | ------------ | ------ | ------ | ------ |
| LVSF         | 23    | 10      | 4       | 6       | 11           | 5            | 6            | 21     | 9      | 12     |
| Totale       | -     | 10      | 4       | 6       | 11           | 5            | 6            | 21     | 9      | 12     |

G = partite giocate; V = partite vinte; P = partite perse